# Břetislavova dekreta

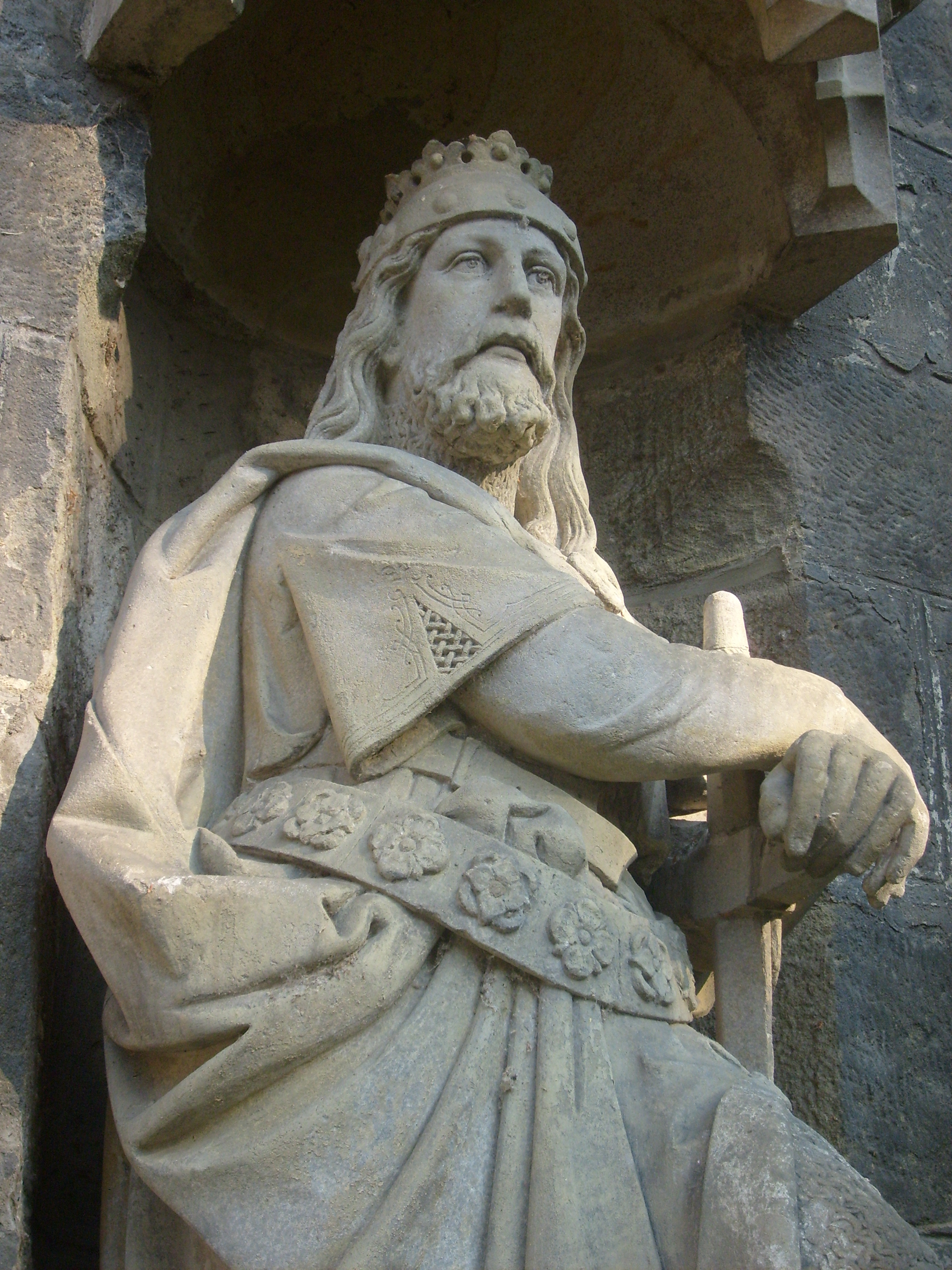
Břetislav I.

Břetislavova dekreta (též hnězdenská) je soubor právních předpisů, který v roce 1039 nad hrobem svatého Vojtěcha v Hnězdně vyhlásil český kníže Břetislav I. Jedná se o nejstarší českou právní památku (odhlédneme-li od staroslověnského zákoníku Zákon sudnyj ljudem) a významný historický pramen, který poskytuje významné informace o raně středověké společnosti, dosud jen částečně christianizované. Základní myšlenky tohoto zákoníku prosazoval už sv. Vojtěch a byl za to českou společností ostrakizován, jak výmluvně dokazují nejenom svatovojtěšské legendy. Aby Břetislav I. zdůraznil platnost dekret vyšší mocí, odcizil v Hnězdně světcovy ostatky a také ostatky jeho bratra arcibiskupa sv. Radima a převezl je s velkou slávou do Prahy.
Dekreta směřovala k tomu, aby v zemi zmizely všechny pohanské zvyky, které se mezi křesťanským obyvatelstvem udržely z pohanských dob. Proto se podle těchto dekret přísně zakročovalo proti všem pohanským zvyklostem mezi lidem, proti pohanským věrám, pověrám i kouzlům, jež se přes všechna pronásledování a tresty stále mísily do křesťanské víry.
Dekreta Břetislavova dále uváděla mezi prohřešeními například to, když muž zapudil od sebe svou manželku a nahradil ji ženou jinou, nemanželské mateřství, nesvěcení nedělí a svátků a jiné. Tresty za takové přestupky byly velmi různé a mnohdy i velmi přísné — např. prodej celé rodiny do zahraničního otroctví, vyhnání ze země, zabavení veškerého majetku, tělesné tresty jako mrskání, peněžité pokuty a řada jiných trestů.
Jestliže obžalovaný popíral vinu a nebylo svědků, kteří by trestný čin dokázali, přikročilo se k důkazu pomocí božích soudů neboli ordaliím, které byly v období 11. století velmi časté.
Podle českého historika a archeologa Jiřího Slámy měly dekrety posílit knížecí moc a jejich vyhlášení souviselo z vnitřních ekonomických potřeb českého státu. Formulaci jednotlivých nařízení ovlivnily soudobé zákoníky. Pravděpodobně (jakýkoliv důkaz ovšem chybí) byly vyhlášeny už někdy na počátku Břetislavovy vlády (tedy po r. 1034) a teprve později kronikář Kosmas spojil jejich vyhlášení s Břetislavovým polským tažením.